# Selenographia, sive Lunae descriptio

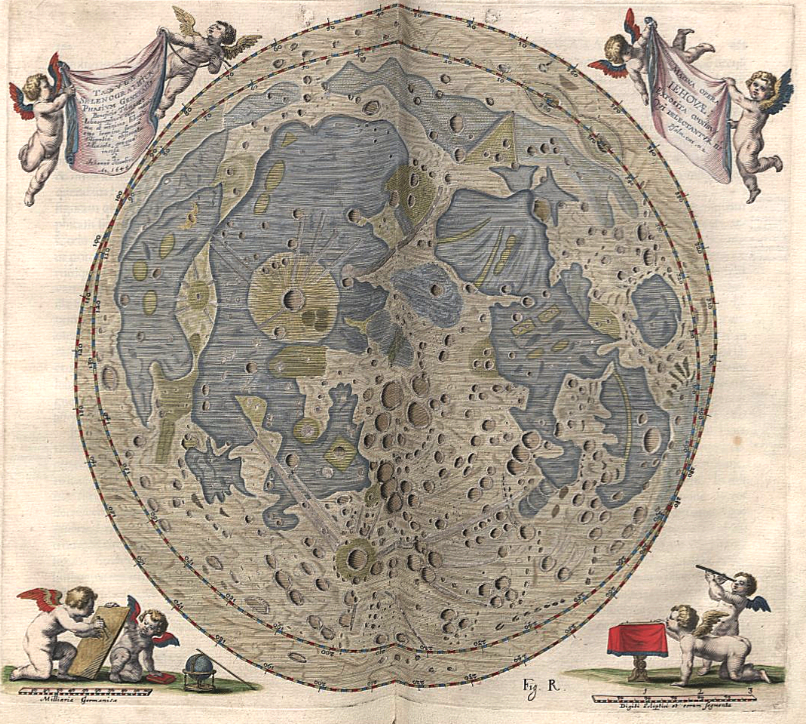
Mapa de la Lluna de l'obra. Es tracta del primer mapa lunar de la història que inclogué les zones de libració.

Selenographia, sive Lunae descriptio (Selenografia, o una descripció de la Lluna) és una obra cabdal de Johannes Hevelius impresa l'any 1647. En el seu tractat, Hevelius medità sobre les diferències entre la seva pròpia obra i la de Galileo Galilei. Hevelius remarcà que la qualitat de les representacions lunars de Galileo a Sidereus Nuncius (1610) deixaven una mica que desitjar. Selenographia fou dedicada al rei Wladyslaw IV i, juntament amb l'obra de Riccioli i Grimaldi Almagestum Novum, esdevingué el treball estàndard sobre la Lluna per més d'un segle. Quatre còpies de l'obra han sobreviscut: són guardades a la Biblioteca Nacional de França, a la biblioteca de l'Acadèmia Polonesa de Ciències, a la Stillman Drake Collection de la Thomas Fisher Rare Books Liberary de la Universitat de Toronto i a la Biblioteca Gunnerus de la Universitat Noruega de Ciència i Teconologia de Trondheim.